# Ugandi
Ugandi was een historische Estse provincie die tussen de oostkust van het Võrtsjärv-meer en de westkust van het Peipusmeer lag. Met een oppervlakte van ongeveer 146.000 hectare, komt Ugandi ruwweg overeen met het huidige grondgebied van de Estse provincies Võrumaa, Põlvamaa, en de helft van Tartumaa en Valgamaa, evenals Petserimaa. De naam Ugandi is afgeleid van "Ugaunia", mogelijk geassocieerd met de naam van de Uandimägi-heuvel bij Otepää. Ugandi wordt geassocieerd met de Otepää-fortificatie als machtscentrum en was het toneel van conflicten met Oost-Slavische volkeren en Duitse kruisvaarders in de middeleeuwen.